# Campeonato Estatal de Fútbol de Bulgaria
El Campeonato Estatal de Fútbol de Bulgaria fue el primer torneo de fútbol organizado en Bulgaria entre los años 1920s y 1940s y fue organizado por la Federación Nacional Búlgara del Deporte.

## Historia
El torneo se jugó por primera vez en 1924 y por diversas razones no terminaron las ediciones de 1924, 1927 y 1944.
Se jugaba bajo un sistema de eliminación directa, en el cual participaban los campeones de las seis regiones en las que Bulgaria estaba dividida, e incluía a equipos fundados fuera de estas zonas geográficas. Las serie se disputaban al que ganaba dos de tres partidos, los tres ganadores avanzaron a la siguiente ronda, mientras que los perdedores se enfrentaban entre sí para definir al cuarto clasificado.
Durante su existencia el torneo tuvo varios cambios de formato, principalmente en el número de partidos que se disputaban por ronda según los participantes, ya que la cantidad fue variando con el paso de los años, ya que entre 1937 y 1940 se realizó con un formato de liga en el que participaban 10 equipos hasta que retornaron al formato de eliminación directa en 1941, manteniendo el sistema hasta 1944 cuando la liga fue reemplazada por el Campeonato de la República de Bulgaria.
| Temporada | Campeón (títulos)   | Finalista         | 3.º Lugar    |
| --------- | ------------------- | ----------------- | ------------ |
| 1924      | No terminó          | No terminó        | No terminó   |
| 1925      | Vladislav Varna (1) | Levski Sofia      | –            |
| 1926      | Vladislav Varna (2) | Slavia Sofia      | –            |
| 1927      | No se jugó          | No se jugó        | No se jugó   |
| 1928      | Slavia Sofia (1)    | Vladislav Varna   | –            |
| 1929      | Botev Plovdiv (1)   | Levski Sofia      | –            |
| 1930      | Slavia Sofia (2)    | Vladislav Varna   | –            |
| 1931      | AS 23 Sofía (1)     | Spartak Varna     | –            |
| 1932      | Spartak Varna (1)   | Slavia Sofia      | –            |
| 1933      | Levski Sofia (1)    | Spartak Varna     | –            |
| 1934      | Vladislav Varna (3) | Slavia Sofia      | –            |
| 1935      | Sportklub Sofía (1) | Ticha Varna       | –            |
| 1936      | Slavia Sofia (3)    | Ticha Varna       | –            |
| 1937      | Levski Sofia (2)    | Levski Ruse       | –            |
| 1937–38   | Ticha Varna (1)     | Vladislav Varna   | Shipka Sofía |
| 1938–39   | Slavia Sofia (4)    | Vladislav Varna   | Ticha Varna  |
| 1939–40   | Lokomotiv Sofía (1) | Levski Sofia      | Slavia Sofia |
| 1941      | Slavia Sofia (5)    | Lokomotiv Sofía   | –            |
| 1942      | Levski Sofia (3)    | Makedonija Skopie | –            |
| 1943      | Slavia Sofia (6)    | Levski Sofia      | –            |
| 1944      | No terminó          | No terminó        | No terminó   |

## Títulos

### Por Equipo
| Club                | Títulos | Finalista | 3.º Lugar |
| ------------------- | ------- | --------- | --------- |
| Slavia Sofia        | 6       | 3         | 1         |
| Vladislav Varna     | 3       | 4         | –         |
| Levski Sofia        | 3       | 4         | –         |
| Shipchenski Sokol   | 1       | 2         | –         |
| Ticha Varna         | 1       | 2         | 1         |
| ZhSK Sofía          | 1       | 1         | –         |
| Botev Plovdiv       | 1       | –         | –         |
| Athletic Slava 1923 | 1       | –         | –         |
| Sportklub Sofia     | 1       | –         | –         |
| Levski Ruse         | –       | 1         | –         |
| Makedonija          | –       | 1         | –         |
| Shipka Sofia        | –       | –         | 1         |

- En Cursiva indica que el club ya no existe.

### Por Ciudad
| Ciudad  | Campeón | Finalista | 3.º Lugar |
| ------- | ------- | --------- | --------- |
| Sofía   | 12      | 8         | 2         |
| Varna   | 5       | 8         | 1         |
| Plovdiv | 1       | –         | –         |
| Ruse    | –       | 1         | –         |
| Skopje  | –       | 1         | –         |